# 쾌걸 조로 (1940년 영화)
《쾌걸 조로》(The Mark Of Zorro)는 미국에서 제작된 루벤 마물리안 감독의 1940년 서부극흑백 영화이다. 타이론 파워 등이 주연으로 출연하였다. 아카데미 음악상을 수상했다. 이 영화는 2009년 미국 의회도서관에 의해 문화적, 역사적, 미적으로 중요함을 인정 받아 미국 국립영화등기부에 등재되었다.

## 출연

### 주연
- 타이론 파워
- 린다 다넬

### 조연
- 배질 래스본
- 게일 손더가드
- 유진 팔렛
- J. 에드워드 브롬버그
- 몬터규 러브
- 로버트 라워리

## 제작진
- 협력 제작자: 레이먼드 그리피스
- 미술: 리처드 데이
- 미술: 조지프 C. 라이트
- 의상: 트래비스 밴턴